# Pou de gel (Santa Coloma de Queralt)
El Pou de gel és un pou de glaç del municipi de Santa Coloma de Queralt (Conca de Barberà) que forma part de l'Inventari del Patrimoni Arquitectònic de Catalunya.

## Descripció
És una cavitat eventualment excavada en una zona ombrívola i revestida de pedra encaixada en forma de circumferència. Acabada en cúpula falsa. En el seu centre hi ha una obertura de 0,65 x 0,60 metres i en el lateral una altra d'1,20 x 0,60 d'amplada. La seva alçada és de 9 metres per un diàmetre de 5'50 metres.

## Història
Del 1707 al 1785, segons diversos documents, el dit Pou del Gel o de la Neu era del Comte de Santa Coloma i que l'arrendava al millor postor per l'espai d'un any. Aquest tenia l'obligació d'omplir-lo de la manera que fos per tal de servir a la vila i entregar a l'Ajuntament sis arroves de glaç per la Festa Major. L'Ajuntament era qui normalment arrendava o rearrendava parcialment tots els drets del Comte. El preu de la venda del glaç era fixat prèviament pel Comte, reservant-se la Jurisdicció Civil i Criminal. L'arrendatari tenia doncs l'obligació d'omplir-lo i ho feia amb la neu que queia, amb el glaç de les voreres del riu i també amb el glaç de la bassa del Molí de la Torre que es troba a un centenar de metres. El pou es troba al peu del camí dels molins o camí del molí del Sol.